# Chiropsalmus quadrumanus
Chiropsalmus quadrumanus is een tropische kubuskwal uit de familie Chiropsalmidae. De kwal komt uit het geslacht Chiropsalmus. Chiropsalmus quadrumanus werd in 1859 voor het eerst wetenschappelijk beschreven door F. Muller. 